# Prodiaphania arida
Prodiaphania arida là một loài ruồi trong họ Tachinidae.